# Donna con mandolino
Donna con mandolino è un dipinto a olio su tela realizzato nel 1909 dal pittore spagnolo Pablo Picasso. Misura 92x73 cm ed è conservato nel Museo dell'Ermitage di San Pietroburgo.
A partire dal 1908 Picasso iniziò ad interessarsi al mondo della musica, riempiendo le sue tele di violini, chitarre e mandolini.
Questo quadro risulta essere molto equilibrato, grazie alla dolcezza con cui la donna pizzica le corde del mandolino e ai suoi lineamenti delicati.